# Савелли, Паоло
Паоло Савелли (итал. Paolo Savelli; 18 ноября 1622, Аричча, Папская область — 11 сентября 1685, Рим, Папская область) — итальянский куриальный кардинал. Кардинал-дьякон с 14 января 1664, с титулярной диаконией Санта-Мария-делла-Скала с 11 февраля 1664 по 14 января 1669. Кардинал-дьякон с титулярной диаконией Сан-Джорджо-ин-Велабро с 14 января 1669 по 14 мая 1670 и с 23 мая 1678 по 15 ноября 1683. Кардинал-дьякон с титулярной диаконией Сан-Никола-ин-Карчере с 14 мая 1670 по 23 мая 1678. Кардинал-дьякон с титулярной диаконией Санта-Мария-ин-Козмедин с 15 ноября 1683 по 11 сентября 1685.